# Хокеј на леду на Зимским олимпијским играма 1964.
Хокејашки турнир на Зимским олимпијским играма 1964. био је десети по реду олимпијски турнир у хокеју на леду у организацији Светске хокејашке федерације (ИИХФ). Турнир се одржао као део програма Зимских игара XIX олимпијаде чији домаћин је био аустријски град Инзбрук, а све утакмице играле су се у Олимпијској хали. Олимпијски турнир се одржавао од 29. јануара до 9. фебруара 1964. године. Такмичење је уједно представљало и 31. по реду турнир за титулу светског првака, док су се европске селекције такмичиле и за 42. титулу првака Европе. Био је то први пут да је Аустрија организовала светско првенство, односно олимпијски турнир у хокеју на леду.
На олимпијском турниру учествовало је 16 репрезентација, а репрезентације су биле подељене у две квалитетне групе са по 8 тимова. Учесници турнира одређени су на основу пласмана на СП 1963, док су састави група одређени на основу квалификационих мечева. Екипе из групе А такмичиле су се за олимпијске медаље, док су се екипе из групе Б такмичиле за пласман од 9. до 16. места. Репрезентација Совјетског Савеза, иначе актуелног светског првака остварила је максималан учинак и тако освојила другу олимпијску титулу, а уједно и четврту титулу светског првака и осму титулу првака Европе. Сребрна медаља припала је селекцији Шведске, док је бронзу освојила репрезентација Чехословачке. Репрезентацију Канаде по први пут нису чинили играчи аматерског првака те земље, већ је олимпијски тим био наменски састављен од најбољих аматерских играча у земљи.
Олимпијски турнир обележио је и својеврсни преседан пошто је ИИХФ током последње трећине последње утакмице првенства изненада променио правила и на тај начин директно одузео бронзану медаљу Канађанима и доделио је Чехословацима. Иако су Канађани уложили жалбу на ту одлуку, она је одбачена, а чланови ИИХФ-а су одбили и последњи покушај промене поретка на табели у септембру 2005. године.
Најефикаснији играч турнира био је совјетски нападач Константин Локтев са 15 индексних поена (6 голова и 9 асистенција). На укупно одиграних 56 утакмица постигнуто је 469 голова или у просеку 8,38 голова по утакмици. Све утакмице посматрало је укупно 199.450 гледалаца.
Репрезентација Југославије по први пут је заиграла на олимпијским играма, а играчи селектора Вацлава Бубњика заузели су укупно 14. место.

## Учесници олимпијског турнира
На олимпијском турниру учествовало је укупно 16 репрезентација, 13 из Европе, две из Северне Америке, а једно место је било резервисано и за екипу из азијско-пацифичке зоне.
На првенству је учествовала укупно 21 репрезентација подељена у три квалитетне дивизије. Распоред по дивизијама је одређен на основу пласмана на СП 1961. због чињенице да је првенство годину дана раније било обележено бројним бојкотима. У дивизији А такмичило се 8, дивизији Б 7 и дивизији Ц 6 репрезентација.
| Група А - Западна Немачка - Канада - Сједињене Државе - Совјетски Савез - Финска - Чехословачка - Швајцарска - Шведска | Група Б - Аустрија - Италија - Јапан - Југославија - Мађарска - Норвешка - Пољска - Румунија |

Немачке квалификације
Како је Немачку на олимпијским играма представљао уједињени тим, у директном окршају између селекција Западне и Источне Немачке одлучено је која од тих репрезентација ће представљати ту земљу на олимпијском турниру у Инзбруку.
| 6. децембар 1963. | Фисен          | Западна Немачка | 4 : 4 | Источна Немачка  | 2:1, 0:1, 2:2 |
|                   |                |                 |       |                  |               |
| 8. децембар 1963. | Источни Берлин | Источна Немачка | 3 : 4 | Западна Немачка* | 0:0, 3:3, 0:1 |

Азијско-пацифичке квалификације
| 23. новембар 1963. | Токио | Јапан  | 17 : 1 | Аустралија | 2:0, 9:0, 6:1 |
|                    |       |        |        |            |               |
| 26. новембар 1963. | Токио | Јапан* | 17 : 6 | Аустралија | 7:3, 6:1, 4:2 |

## Кваллификације за попуну група
У квалификацијама за састав група учествовало је свих 16 екипа, а играло се по нокаут систему у 8 дуела. Противници су одређени на основу пласмана на светском првенству годину дана раније.
| 27. јануар 1964. | Инзбрук | Канада           | 14 : 1 | Југославија | 5:1, 6:0, 3:0 |
|                  |         |                  |        |             |               |
| 27. јануар 1964. | Инзбрук | Швајцарска       | 5 : 1  | Норвешка    | 2:0, 1:0, 2:1 |
|                  |         |                  |        |             |               |
| 28. јануар 1964. | Инзбрук | Чехословачка     | 17 : 2 | Јапан       | 8:0, 3:2, 6:0 |
|                  |         |                  |        |             |               |
| 28. јануар 1964. | Инзбрук | Совјетски Савез  | 19 : 1 | Мађарска    | 8:0, 6:0, 5:1 |
|                  |         |                  |        |             |               |
| 28. јануар 1964. | Инзбрук | Шведска          | 12 : 2 | Италија     | 4:1, 5:0, 3:1 |
|                  |         |                  |        |             |               |
| 28. јануар 1964. | Инзбрук | Сједињене Државе | 7 : 2  | Румунија    | 1:0, 3:1, 3:1 |
|                  |         |                  |        |             |               |
| 28. јануар 1964. | Инзбрук | Западна Немачка  | 2 : 1  | Пољска      | 0:1, 1:0, 1:0 |
|                  |         |                  |        |             |               |
| 28. јануар 1964. | Инзбрук | Финска           | 8 : 2  | Аустрија    | 3:0, 3:1, 2:1 |

## Резултати олимпијске групе А
| №  | Репрезентација   | Ут | П | Нер | И | ГД | ГП | ГР  | Бод |
| -- | ---------------- | -- | - | --- | - | -- | -- | --- | --- |
| 1. | Совјетски Савез  | 7  | 7 | 0   | 0 | 54 | 10 | +44 | 14  |
| 2. | Шведска          | 7  | 5 | 0   | 2 | 47 | 16 | +31 | 10  |
| 3. | Чехословачка     | 7  | 5 | 0   | 2 | 38 | 19 | +19 | 10  |
| 4. | Канада           | 7  | 5 | 0   | 2 | 32 | 17 | +15 | 10  |
| 5. | Сједињене Државе | 7  | 2 | 0   | 5 | 29 | 33 | -4  | 4   |
| 6. | Финска           | 7  | 2 | 0   | 5 | 10 | 31 | -21 | 4   |
| 7. | Западна Немачка  | 7  | 2 | 0   | 5 | 13 | 49 | -36 | 4   |
| 8. | Швајцарска       | 7  | 0 | 0   | 7 | 9  | 57 | -48 | 0   |

| 29. јануар 1964. | Инзбрук | Совјетски Савез  | 5 : 1  | Сједињене Државе | 1:0, 3:0, 1:1 |
| 29. јануар 1964. | Инзбрук | Чехословачка     | 11 : 1 | Западна Немачка  | 3:0, 4:0, 4:1 |
| 29. јануар 1964. | Инзбрук | Канада           | 8 : 0  | Швајцарска       | 1:0, 5:0, 2:0 |
|                  |         |                  |        |                  |               |
| 30. јануар 1964. | Инзбрук | Финска           | 4 : 0  | Швајцарска       | 0:0, 3:0, 1:0 |
| 30. јануар 1964. | Инзбрук | Канада           | 3 : 1  | Шведска          | 1:0, 1:1, 1:0 |
|                  |         |                  |        |                  |               |
| 31. јануар 1964. | Инзбрук | Сједињене Државе | 8 : 0  | Западна Немачка  | 0:0, 2:0, 6:0 |
| 31. јануар 1964. | Инзбрук | Совјетски Савез  | 7 : 5  | Чехословачка     | 4:0, 1:3, 2:2 |
|                  |         |                  |        |                  |               |
| 1. фебруар1964.  | Инзбрук | Чехословачка     | 4 : 0  | Финска           | 1:0, 2:0, 1:0 |
| 1. фебруар 1964. | Инзбрук | Совјетски Савез  | 15 : 0 | Швајцарска       | 7:0, 3:0, 5:0 |
| 1. фебруар 1964. | Инзбрук | Шведска          | 7 : 4  | Сједињене Државе | 1:3, 3:0, 3:1 |
|                  |         |                  |        |                  |               |
| 2. фебруар 1964. | Инзбрук | Канада           | 4 : 2  | Западна Немачка  | 2:1, 0:1, 2:1 |
| 2. фебруар 1964. | Инзбрук | Шведска          | 7 : 0  | Финска           | 1:0, 4:0, 2:0 |
|                  |         |                  |        |                  |               |
| 3. фебруар 1964. | Инзбрук | Канада           | 8 : 6  | Сједињене Државе | 1:3, 6:0, 1:3 |
|                  |         |                  |        |                  |               |
| 4. фебруар 1964. | Инзбрук | Совјетски Савез  | 10 : 0 | Финска           | 2:0, 4:0, 4:0 |
| 4. фебруар 1964. | Инзбрук | Чехословачка     | 5 : 1  | Швајцарска       | 0:1, 2:0, 3:0 |
| 4. фебруар 1964. | Инзбрук | Шведска          | 10 : 2 | Западна Немачка  | 2:1, 4:1, 4:0 |
|                  |         |                  |        |                  |               |
| 5. фебруар 1964. | Инзбрук | Канада           | 6 : 2  | Финска           | 2:1, 3:0, 1:1 |
| 5. фебруар 1964. | Инзбрук | Совјетски Савез  | 10 : 0 | Западна Немачка  | 2:0, 5:0, 3:0 |
| 5. фебруар 1964. | Инзбрук | Шведска          | 12 : 0 | Швајцарска       | 3:0, 5:0, 4:0 |
| 5. фебруар 1964. | Инзбрук | Чехословачка     | 7 : 1  | Сједињене Државе | 0:0, 2:0, 5:1 |
|                  |         |                  |        |                  |               |
| 7. фебруар 1964. | Инзбрук | Западна Немачка  | 6 : 5  | Швајцарска       | 2:3, 0:1, 4:1 |
| 7. фебруар 1964. | Инзбрук | Финска           | 3 : 2  | Сједињене Државе | 2:0, 1:1, 0:1 |
| 7. фебруар 1964. | Инзбрук | Совјетски Савез  | 4 : 2  | Шведска          | 1:1, 1:0, 2:1 |
| 7. фебруар 1964. | Инзбрук | Чехословачка     | 3 : 1  | Канада           | 0:0, 0:1, 3:0 |
|                  |         |                  |        |                  |               |
| 8. фебруар 1964. | Инзбрук | Западна Немачка  | 2 : 1  | Финска           | 0:0, 1:1, 1:0 |
| 8. фебруар 1964. | Инзбрук | Сједињене Државе | 7 : 3  | Швајцарска       | 3:2, 2:0, 2:1 |
| 8. фебруар 1964. | Инзбрук | Совјетски Савез  | 3 : 2  | Канада           | 0:1, 2:1, 1:0 |
| 8. фебруар 1964. | Инзбрук | Шведска          | 8 : 3  | Чехословачка     | 3:1, 3:1, 2:1 |

## Резултати групе Б
| №   | Репрезентација | Ут | П | Нер | И | ГД | ГП | ГР  | Бод |
| --- | -------------- | -- | - | --- | - | -- | -- | --- | --- |
| 09. | Пољска         | 7  | 6 | 0   | 1 | 40 | 13 | +27 | 12  |
| 10. | Норвешка       | 7  | 5 | 0   | 2 | 40 | 19 | +21 | 10  |
| 11. | Јапан          | 7  | 4 | 1   | 2 | 35 | 31 | +4  | 9   |
| 12. | Румунија       | 7  | 3 | 1   | 3 | 31 | 28 | +3  | 7   |
| 13. | Аустрија       | 7  | 3 | 1   | 3 | 24 | 28 | -4  | 7   |
| 14. | Југославија    | 7  | 3 | 1   | 3 | 29 | 37 | -8  | 7   |
| 15. | Италија        | 7  | 2 | 0   | 5 | 24 | 42 | -18 | 4   |
| 16. | Мађарска       | 7  | 0 | 0   | 7 | 14 | 39 | -25 | 0   |

| 30. јануар 1964. | Инзбрук | Аустрија    | 6 : 2 | Југославија | 2:0, 2:0, 2:2 |
| 30. јануар 1964. | Инзбрук | Пољска      | 6 : 1 | Румунија    | 2:0, 2:1, 2:0 |
| 30. јануар 1964. | Инзбрук | Италија     | 6 : 4 | Мађарска    | 1:1, 3:2, 2:1 |
| 30. јануар 1964. | Инзбрук | Јапан       | 4 : 3 | Норвешка    | 0:2, 2:1, 2:0 |
|                  |         |             |       |             |               |
| 31. јануар 1964. | Инзбрук | Пољска      | 4 : 2 | Норвешка    | 1:0, 1:2, 2:0 |
| 31. јануар 1964. | Инзбрук | Јапан       | 6 : 4 | Румунија    | 1:1, 0:1, 5:2 |
|                  |         |             |       |             |               |
| 1. фебруар 1964. | Инзбрук | Аустрија    | 3 : 0 | Мађарска    | 1:0, 0:0, 2:0 |
| 1. фебруар 1964. | Инзбрук | Југославија | 5 : 3 | Италија     | 1:3, 2:0, 2:0 |
|                  |         |             |       |             |               |
| 2. фебруар 1964. | Инзбрук | Норвешка    | 9 : 2 | Италија     | 3:2, 3:0, 3:0 |
| 2. фебруар 1964. | Инзбрук | Румунија    | 5 : 5 | Југославија | 2:1, 1:3, 2:1 |
|                  |         |             |       |             |               |
| 3. фебруар 1964. | Инзбрук | Пољска      | 6 : 2 | Мађарска    | 3:1, 2:1, 1:0 |
| 3. фебруар 1964. | Инзбрук | Аустрија    | 5 : 5 | Јапан       | 1:3, 1:1, 3:1 |
|                  |         |             |       |             |               |
| 4. фебруар 1964. | Инзбрук | Југославија | 6 : 4 | Јапан       | 2:1, 2:1, 2:2 |
|                  |         |             |       |             |               |
| 5. фебруар 1964. | Инзбрук | Пољска      | 7 : 0 | Италија     | 2:0, 3:0, 2:0 |
| 5. фебруар 1964. | Инзбрук | Аустрија    | 2 : 5 | Румунија    | 1:0, 1:4, 0:1 |
| 5. фебруар 1964. | Инзбрук | Норвешка    | 6 : 1 | Мађарска    | 3:0, 2:0, 1:1 |
|                  |         |             |       |             |               |
| 6. фебруар 1964. | Инзбрук | Аустрија    | 5 : 3 | Италија     | 1:1, 1:1, 3:1 |
| 6. фебруар 1964. | Инзбрук | Југославија | 4 : 2 | Мађарска    | 2:2, 1:0, 1:0 |
| 6. фебруар 1964. | Инзбрук | Јапан       | 4 : 3 | Пољска      | 0:0, 1:1, 3:2 |
| 6. фебруар 1964. | Инзбрук | Норвешка    | 4 : 2 | Румунија    | 1:0, 1:2, 2:0 |
|                  |         |             |       |             |               |
| 8. фебруар 1964. | Инзбрук | Аустрија    | 2 : 8 | Норвешка    | 0:2, 1:3, 1:3 |
| 8. фебруар 1964. | Инзбрук | Пољска      | 9 : 3 | Југославија | 4:2, 4:1, 1:0 |
| 8. фебруар 1964. | Инзбрук | Румунија    | 6 : 2 | Италија     | 1:1, 3:0, 2:1 |
| 8. фебруар 1964. | Инзбрук | Јапан       | 6 : 2 | Мађарска    | 1:1, 1:1, 4:0 |
|                  |         |             |       |             |               |
| 9. фебруар 1964. | Инзбрук | Аустрија    | 1 : 5 | Пољска      | 0:2, 0:1, 1:2 |
| 9. фебруар 1964. | Инзбрук | Румунија    | 8 : 3 | Мађарска    | 3:2, 3:1, 2:0 |
| 9. фебруар 1964. | Инзбрук | Норвешка    | 8 : 4 | Југославија | 4:2, 1:2, 3:0 |
| 9. фебруар 1964. | Инзбрук | Италија     | 8 : 6 | Јапан       | 1:1, 3:1, 4:4 |

## Коначан пласман и признања

### Коначан пласман
Коначан пласман на олимпијском турниру, на светском и европском првенству 1964. био је следећи:
| ОИ  | СП  | ЕП  | Репрезентација   |
|     |     |     | Совјетски Савез  |
|     | 2   | 2   | Шведска          |
|     | 3   | 3   | Чехословачка     |
| 04. | 4.  | —   | Канада           |
| 05. | 5.  | —   | Сједињене Државе |
| 06. | 6.  | 4.  | Финска           |
| 07. | 7.  | 5.  | Западна Немачка  |
| 08. | 8.  | 6.  | Швајцарска       |
| 09. | 9.  | 7.  | Пољска           |
| 10. | 10. | 8.  | Норвешка         |
| 11. | 11. | —   | Јапан            |
| 12. | 12. | 9.  | Румунија         |
| 13. | 13. | 10. | Аустрија         |
| 14. | 14. | 11. | Југославија      |
| 15. | 15. | 12. | Италија          |
| 16. | 16. | 13. | Мађарска         |

### Најбољи играчи турнира
Најбољи играчи турнира на основу одлуке директората су:
- Најбољи голман:  Сет Мартин
- Најбољи одбрамбени играч:  Франтишек Тикал
- Најбољи нападач:  Едуард Иванов

## Састави освајача медаља
|                 | Злато | Сребро | Бронза |  |  |  |
|                 | | | |  |  |  |
| Освајачи медаља | Совјетски Савез Виктор Коноваленко · Борис Зајцев · Александар Рагулин · Едуард Иванов · Виктор Кузкин · Виталиј Давидов · Олег Зајцев · Константин Локтев · Виктор Јакушев · Вјачеслав Старшинов · Борис Мајоров · Венијамин Александров · Леонид Волков · Анатолиј Фирсов · Александар Аљметов · Јевгениј Мајоров · Станислав Петухов · Селектори: · Аркадиј Чернишов · Анатолиј Тарасов | Шведска Андерс Андерсон · Јерт Бломе · Ленарт Хегрот · Ленарт Јохансон · Нилс Јохансон · Свен Јохансон · Ларс Ерик Лундвал · Ејлерт Мете · Ханс Милд · Нилс Нилсон · Берт Ола Нордландер · Роналд Петерсон · Улф Стернер · Роланд Столц · Ћел Свенсон · Карл Јеран Еберг · Уно Ерлунд · Селектори: · Арне Стремберг · Пеле Бергстрем | Чехословачка Властимил Бубњик · Јосеф Черни · Јиржи Долана · Владимир Дзурила · Јозеф Голонка · Франтишек Грегор · Јиржи Холик · Јарослав Јиржик · Јан Клепач · Владимир Надрхал · Рудолф Потсх · Станислав Прил · Ладислав Шмид · Станислав Свентек · Франтишек Тикал · Мирослав Влах · Јарослав Валтер · Селектори: · Јиржи Антон · Владимир Костка |  |  |  |

Састав репрезентације Југославије
| Поз. | Репрезентација | Састав репрезентације |
| ---- | -------------- | --- |
| 14.  | Југославија    | Александар Анђелић • Мирољуб Ђорђевић • Албин Фелц • Антон Јоже Гале • Мирко Холбус • Бого Јан • Иво Јан • Маријан Кристан • Миран Крмељ • Игор Радин • Иво Ратеј • Виктор Равник • Борис Ренауд • Рашид Шемсединовић • Франц Смолеј • Виктор Тишлер • Винко Валентар • Селектор Вацлав Бубњик |